# Valerij Leonov
Valerij Viktorovič Leonov (in russo Валерий Викторович Леонов?; Mosca, 17 settembre 1980) è un ex calciatore russo, di ruolo centrocampista.

## Carriera
Ha giocato nella massima serie dei campionati russo e lettone.